# Steropes
Steropes a fost unul din cei patru ciclopi de pe Olimp. Aceștia făureau diverse arme pentru zei, cum ar fi fulgerele lui Zeus. Este descris în Teogonia.